# John Banister (avvocato)

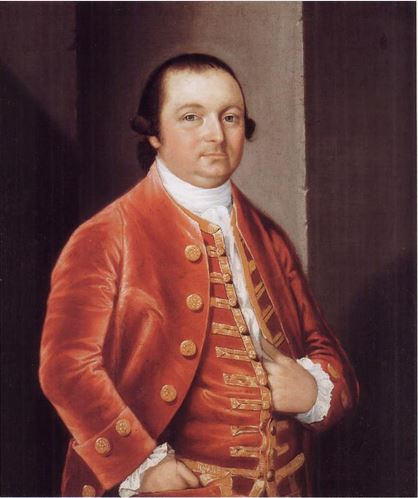
John Banister circa 1774-1775

John Banister (Petersburg, 26 dicembre 1734 – Petersburg, 30 settembre 1788) è stato un avvocato statunitense.

## Biografia
Fu un patriota durante la guerra d'indipendenza americana, suo nonno era il botanico John Banister. Venne ammesso alla Middle Temple. Fu membro della Virginia Convention nel 1776. Prestò servizio dal 1765 al 1775 e nel 1777 nella House of Burgesses, nel Secondo congresso continentale dal 1778 al 1779 (come delegato, ove fu uno di protagonisti e firmò gli Articoli della Confederazione) e partecipò dal 1776 al 1777 e dal 1781 al 1783 alla Camera dei Delegati della Virginia (la "camera bassa" del parlamento dello stato).  Durante la rivoluzione americana fu maggiore e tenente colonnello della cavalleria nella milizia della Virginia. George Washington lo stimava molto, come testimonia una lettera inviatagli da Valley Forge.
Nel 1781 egli contribuì a rifornire la sua milizia ed a respingere gl'inglesi dal territorio del suo stato; le forze armate inglesi, al comando del generale Phillips, sostarono più volte nella sua casa di Petersburg e molti dei suoi beni personali andarono perduti. .

## Matrimoni
John Banister si sposò tre volte:
- Nel 1755 con Elizabeth Munford
- Nel 1770, dopo la morte della prima moglie, sposò Elizabeth Patsy Bland, figlia di Theoderick Bland di Cawsons e sorella dell'omonimo colonnello, membro del Congresso; da Patsy ebbe tre figli, Robert, John e Nathaniel, che tuttavia non ebbero discendenti
- Nel 1779, morta la seconda moglie, sposò Anne Nancy Blair di Williamsburg, settima figlia di John e Mary Monro Blair (John Blair era Presidente del  Virginia Colonial Councils). Dalla terza moglie John ebbe due figli , Theodorick Blair e John Monro Banister.[2][3]